# Gianfranco Dalla Barba
Gianfranco Dalla Barba (Padua, 11 de junio de 1957-Padua, 21 de noviembre de 2024) fue un deportista italiano que compitió en esgrima, especialista en la modalidad de sable.
Participó en dos Juegos Olímpicos de Verano en los años 1984 y 1988, obteniendo dos medallas, oro en Los Ángeles 1984 y bronce en Seúl 1988. Ganó cinco medallas en el Campeonato Mundial de Esgrima entre los años 1978 y 1983.

## Palmarés internacional
| Juegos Olímpicos   | Juegos Olímpicos             | Juegos Olímpicos  | Juegos Olímpicos  |
| Año                | Lugar                        | Medalla           | Prueba            |
| ------------------ | ---------------------------- | ----------------- | ----------------- |
| 1984               | Los Ángeles (Estados Unidos) | Medalla de oro    | Sable por equipos |
| 1988               | Seúl (Corea del Sur)         | Medalla de bronce | Sable por equipos |
| Campeonato Mundial |                              |                   |                   |
| Año                | Lugar                        | Medalla           | Prueba            |
| 1978               | Hamburgo (RFA)               | Medalla de bronce | Sable por equipos |
| 1979               | Melbourne (Australia)        | Medalla de plata  | Sable por equipos |
| 1982               | Roma (Italia)                | Medalla de plata  | Sable por equipos |
| 1983               | Viena (Austria)              | Medalla de plata  | Sable individual  |
| 1983               | Viena (Austria)              | Medalla de bronce | Sable por equipos |